# Az 1896. évi nyári olimpia magyarországi résztvevőinek listája
Az 1896. évi nyári olimpiai játékokon a magyar csapat tagjaként hét férfi sportoló vett részt. Az olimpia műsorán szereplő kilenc sportág ill. szakág közül hatban indult magyar versenyző. A magyarországi résztvevők száma az egyes sportágakban ill. szakágakban a következő (zárójelben a magyar indulókkal rendezett versenyszámok száma, kiemelve az egyes oszlopokban előforduló legmagasabb érték, vagy értékek):
| Sportág, szakág | Helyezések száma | Helyezések száma | Helyezések száma | Helyezések száma | Helyezések száma | Helyezések száma | Olimpiai pont | Magyar résztvevő | Magyar résztvevő | Magyar résztvevő |
| Sportág, szakág | 1.               | 2.               | 3.               | 4.               | 5.               | 6.               | Olimpiai pont | Férfi            | Nő               | Össz.            |
| atlétika (4)    | 0                | 1                | 2                | 1                | 0                | 0                | 16            | 3                | 0                | 3                |
| birkózás (1)    | 0                | 0                | 0                | 1                | 0                | 0                | 3             | 1                | 0                | 1                |
| súlyemelés (1)  | 0                | 0                | 0                | 0                | 0                | 1                | 1             | 1                | 0                | 1                |
| tenisz (1)      | 0                | 0                | 1                | 0                | 0                | 0                | 4             | 1                | 0                | 1                |
| torna (5)       | 0                | 0                | 0                | 0                | 0                | 0                | 0             | 2                | 0                | 2                |
| úszás (2)       | 2                | 0                | 0                | 0                | 0                | 0                | 12            | 1                | 0                | 1                |
|                 |                  |                  |                  |                  |                  |                  |               |                  |                  |                  |
| Összesen        | 2                | 1                | 3                | 2                | 0                | 1                | 36            | 7                | 0                | 7                |

Nem indult magyarországi atléta a következő sportágakban ill. szakágakban: kerékpározás, sportlövészet, vívás.

## ABC-rendi bontás
A következő táblázat ABC-rendben sorolja fel azokat a magyarországi sportolókat, akik az olimpián részt vettek. Lásd még: sportágankénti ill. szakágankénti bontás.
| Ábécé szerinti tartalomjegyzék                                                                           |
| --- |
| A, Á B C Cs D Dz Dzs E, É F G Gy H I, Í J K L Ly M N Ny O, Ó Ö, Ő P Q R S Sz T Ty U, Ú Ü, Ű V W X Y Z Zs |

| Sportoló | Sportág, szakág | Versenyszám | Helyezés (elért eredmény) |

## D
| Dáni Nándor | atlétika | 800 m | Ezüst (2:11,8) |

## H
| Hajós Alfréd | úszás | 100 m gyors  | Arany (1:22,2)  |
| Hajós Alfréd | úszás | 1200 m gyors | Arany (18:22,2) |

## K
| Kakas Gyula   | torna    | korlát   | helyezetlen (nincs adat) |
| Kakas Gyula   | torna    | lólengés | helyezetlen (nincs adat) |
| Kakas Gyula   | torna    | nyújtó   | helyezetlen (nincs adat) |
| Kakas Gyula   | torna    | ugrás    | helyezetlen (nincs adat) |
| Kellner Gyula | atlétika | maraton  | Bronz (3:06:35,0)        |

## Sz
| Szokolyi Alajos | atlétika | 100 m       | Bronz (12,6) |
| Szokolyi Alajos | atlétika | hármasugrás | 4. (11,26 m) |

## T
| Tapavicza Momcsilló | tenisz     | egyes               | Bronz (1 győzelem) |
| Tapavicza Momcsilló | birkózás   | kötöttfogás         | 4. (0 győzelem)    |
| Tapavicza Momcsilló | súlyemelés | kétkaros súlyemelés | 6. (80,0 kg)       |

## W
| Wein Dezső | torna | gyűrű  | helyezetlen (nincs adat) |
| Wein Dezső | torna | korlát | helyezetlen (nincs adat) |
| Wein Dezső | torna | nyújtó | helyezetlen (nincs adat) |
| Wein Dezső | torna | ugrás  | helyezetlen (nincs adat) |

## Sportágankénti ill. szakágankénti bontás
A következő táblázat sportáganként sorolja fel azokat a magyarországi sportolókat, akik az olimpián részt vettek. Lásd még: ABC-rendi bontás.
| Atlétika | Birkózás | Súlyemelés | Tenisz | Torna | Úszás |

| Versenyszám | Sportoló | Helyezés (elért eredmény) |

## Atlétika
Három magyarországi versenyző volt négy versenyszámban.
| 100 m       | Szokolyi Alajos | 3. (12,6)      |
| 800 m       | Dáni Nándor     | 2. (2:11,8)    |
| maraton     | Kellner Gyula   | 3. (3:06:35,0) |
| hármasugrás | Szokolyi Alajos | 4. (11,26 m)   |

## Birkózás
Egy magyarországi versenyző volt egy versenyszámban.
| kötöttfogás | Tapavicza Momcsilló | 4. (0 győzelem) |

## Súlyemelés
Egy magyarországi versenyző volt egy versenyszámban.
| kétkaros súlyemelés | Tapavicza Momcsilló | 6. (80,0 kg) |

## Tenisz
Egy magyarországi versenyző volt egy versenyszámban.
| egyes | Tapavicza Momcsilló | 3. (1 győzelem) |

## Torna
Két magyarországi versenyző volt öt versenyszámban.
| gyűrű    | Wein Dezső  | helyezetlen (nincs adat) |
| korlát   | Kakas Gyula | helyezetlen (nincs adat) |
| korlát   | Wein Dezső  | helyezetlen (nincs adat) |
| lólengés | Kakas Gyula | helyezetlen (nincs adat) |
| nyújtó   | Kakas Gyula | helyezetlen (nincs adat) |
| nyújtó   | Wein Dezső  | helyezetlen (nincs adat) |
| ugrás    | Kakas Gyula | helyezetlen (nincs adat) |
| ugrás    | Wein Dezső  | helyezetlen (nincs adat) |

## Úszás
Egy magyarországi versenyző volt két versenyszámban.
| 100 m gyors  | Hajós Alfréd | 1. (1:22,2)  |
| 1200 m gyors | Hajós Alfréd | 1. (18:22,2) |